# Hamazasp Srwandzjan

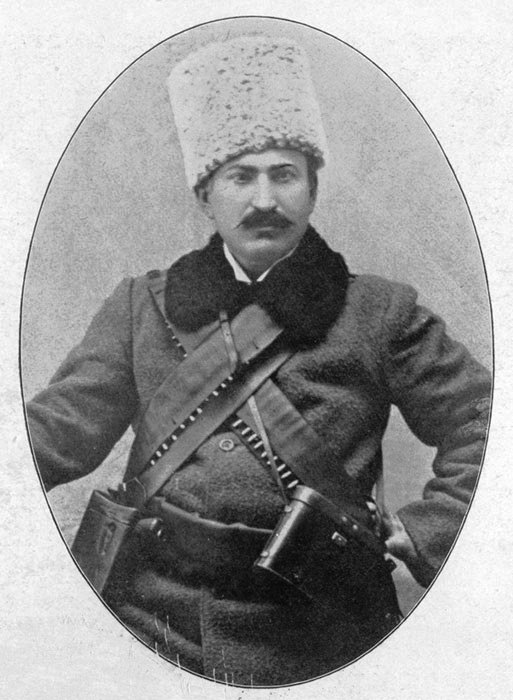
Hamazasp Srwandzjan

Hamazasp Srwandzjan (armenisch Համազասպ Սրուանձտեան Hamasasp Srvandsian; * 1873 in Van, Osmanisches Reich; † 18. Februar 1921 in Jerewan, Armenische Sozialistische Sowjetrepublik) war ein armenischer Befehlshaber der Armenischen Revolutionären Föderation, der für seine führende Rolle bei den Massakern an Aserbaidschanern Anfang des 20. Jahrhunderts bekannt ist. Er fiel selbst einem sowjetischen Mordkomplott zum Opfer.

## Werdegang
Nach seiner Schullaufbahn begann Srwandzjan eine Ausbildung zum Uhrmacher und Schmuckwerker. Doch mit der Schwächung des Osmanischen Reiches und dem Zuwachs revolutionärer Stimmungen Ende des 19. Jahrhunderts schloss er sich alsbald der armenischen Nationalbewegung an. Zu diesem Zweck trat er zunächst der liberalen Armenakan-Partei und später der Armenischen Revolutionären Föderation (ARF) bei und beteiligte sich am Konflikt von Bergkarabach zwischen den Aserbaidschanern und Armeniern in den Jahren 1905–1906.
1908 wurde Srwandzjan zusammen mit anderen führenden Köpfen von Taschnaken (Daschnaksütjun – armenische Bezeichnung für ARF) festgenommen und für 15 Jahre nach Sibirien ins Exil verschickt. 1913 gelang ihm die Flucht. Er setzte sich zunächst nach Istanbul ab. Nachdem die Daschnaken vom russischen Zaren Nikolaus II. amnestiert wurden, kehrte Srwandzjan wieder in den Kaukasus zurück. Mit Beginn des Ersten Weltkrieges übernahm er das Kommando der 3. Armenischen Freiwilligeneinheit in Ostanatolien und nahm unter anderen an den Schlachten um Van, Bitlis und Chizan teil.

## März-Ereignisse 1918
Eine besondere Berüchtigkeit erlangten Srwandzjan und seine armenischen Kampfverbände während der März-Ereignisse 1918 in Aserbaidschan. Dem deutschen Historiker und Kaukasusforscher Jörg Baberowski zufolge brachten die von Srwandzjan befehligten Milizen die Zivilisten auf besonders grausame Weise direkt auf der Straße um. Seine 2000 starke Mann Einheit sei mordend und plündernd über ganze Ortschaften von Baku bis Quba hinweggezogen. Baberowski behauptet, Srwandzjan habe den Befehl von Stepan Schahumjan und Grigorij Korganow, den beiden kommunistischen Anführern der Kommune von Baku, ausgeführt, um den „kontrarevolutionären Kräften eine Lehre zu erteilen“. Als Srwandzjan in Quba ankam, soll er den Stadtbewohnern mitgeteilt haben, er sei entsandt worden, um „die Massaker der Türken an seinen Landsleuten zu rächen und alle Muslime von der Küste des Meeres bis zum Berg Şahdağ zu vernichten“. Nur an einem einzigen Tag habe seine Einheit 2000 Zivilisten massakriert und alles zerstört, was ihnen in den Weg kam. Laut Baberowski wurden allein in der Stadt Quba bis zu 150 Wohnungen zerstört und in der gesamten Provinz 122 aserbaidschanische Dörfer „in Schutt und Asche gelegt“.
Im Jahr 1918 wirkte Srwandzjan erfolglos an der Schlacht um Baku an der Seite von Bolschewik-Daschnaken gegen die osmanisch-aserbaidschanischen Truppen mit. Noch vor der Befreiung der Stadt im September 1918 gab Srwandzjan seine Verteidigungsstellungen auf und floh nach Persien. Nach dem Ende des Ersten Weltkrieges kehrte er in die Demokratische Republik Armenien zurück und wurde zum Befehlshaber der armenischen Armeeeinheiten in der Region Nor Bejaset (heute Gawar) berufen. Doch mit der Etablierung der Sowjetmacht in Armenien wurde Srwandzjan verhaftet und im Februar 1921 in einem Gefängnis in Jerewan von Kommunisten getötet.